# HD 103949
HD 103949 — одиночная звезда в созвездии Ворона на расстоянии приблизительно 87 световых лет (около 26,5 парсек) от Солнца. Видимая звёздная величина звезды — +8,68m. Возраст звезды определён как около 5,718 млрд лет.
Вокруг звезды обращается, как минимум, одна планета.

## Характеристики
HD 103949 — оранжевый карлик спектрального класса K2, или K3V. Масса — около 0,77 солнечной, радиус — около 0,775 солнечного, светимость — около 0,27 солнечной. Эффективная температура — около 4709 K.

## Планетная система
В 2019 году группой астрономов было объявлено об открытии планеты HD 103949 b.
В 2019 году учёными, анализирующими данные проектов HIPPARCOS и Gaia, у звезды обнаружена планета HIP 58374 c.